# Аннан (река)
Аннан — река длиной около 78 км в юго-западной Шотландии, на западе области Дамфрис-энд-Галловей. Площадь водосборного бассейна — 950 км².
Река протекает в меридиональном направлении. На берегах Аннана расположены города Битток, Локерби и, у впадения в залив Солуэй-Ферт, Аннан. Долина Аннана образует особую историческую область Аннандейл.
Река Аннан — одна из наиболее удобных для рыболовства рек юго-западной части Шотландии. Здесь довольно многочисленны лосось, форель и другие виды речных рыб.